# Seznam členů Zastupitelstva hlavního města Prahy (2018–2022)
Seznam členů zastupitelstva hlavního města Prahy 2018–2022
| Jméno, příjmení a tituly                 | Zastupitelský klub                     | Funkce | Poznámka                                                                  |
| ---------------------------------------- | -------------------------------------- | --- | ------------------------------------------------------------------------- |
| Martin Arden                             | Piráti                                 | | V dubnu 2019 v zastupitelstvu nahradil Tibora Vansu.                      |
| Mgr. Martin Benda                        | Praha sobě                             | |                                                                           |
| Mgr. Ing. Jaromír Beránek                | Piráti                                 | Předseda Výboru pro IT a Smart City                                                                             |                                                                           |
| Václav Bílek                             | ANO 2011                               | |                                                                           |
| Ing. Lubomír Brož                        | ANO 2011                               | |                                                                           |
| Ing. arch. PhDr. Lenka Burgerová, Ph.D.  | Praha sobě                             | |                                                                           |
| Ing. Mariana Čapková                     | Praha sobě                             | Předsedkyně Výboru pro výchovu a vzdělávání                                                                     |                                                                           |
| Mgr. Jan Čižinský                        | Praha sobě                             | Předseda zastupitelského klubu Praha sobě                                                                       |                                                                           |
| prof. Ing. Mgr. Martin Dlouhý, Dr., MSc. | TOP 09 a STAN - Spojené síly pro Prahu | |                                                                           |
| Jiří Dohnal                              | Piráti                                 | | Rezignoval v září 2019. V zastupitelstvu ho nahradila Aneta Heidlová.     |
| PharmDr. Petr Fifka                      | ODS                                    | |                                                                           |
| Mgr. Marta Gellová                       | ANO 2011                               | |                                                                           |
| Ing. Pavel Hájek                         | Piráti                                 | | Rezignoval v říjnu 2019. V zastupitelstvu ho nahradila Jana Komrsková.    |
| Mgr. Karel Hanzlík                       | ODS                                    | |                                                                           |
| Bc. Aneta Heidlová                       | Piráti                                 | | V září 2019 nahradila v zastupitelstvu Jiřího Dohnala.                    |
| doc. Ing. arch. Petr Hlaváček            | TOP 09 a STAN - Spojené síly pro Prahu | 1. náměstek primátora pro územní rozvoj a územní plán                                                           |                                                                           |
| Ing. Petr Hlubuček                       | TOP 09 a STAN - Spojené síly pro Prahu | Náměstek primátora pro životní prostředí, infrastrukturu, technickou vybavenost a bezpečnost                    |                                                                           |
| Mgr. Eva Horáková                        | Piráti                                 | Předsedkyně Výboru pro sociální politiku                                                                        |                                                                           |
| MUDr. Zdeněk Hřib                        | Piráti                                 | Primátor hlavního města Prahy                                                                                   |                                                                           |
| Ing. Jakob Hurrle                        | Praha sobě                             | | V březnu 2019 nahradil v zastupitelstvu Kamilu Matějkovou.                |
| Mgr. Jan Chabr                           | TOP 09 a STAN - Spojené síly pro Prahu | Radní pro správu majetku a majetkové podíly                                                                     |                                                                           |
| JUDr. Jaroslava Janderová                | ODS                                    | Předsedkyně Kontrolního výboru                                                                                  | Zemřela v lednu 2021. V zastupitelstvu ji nahradil Jiří Kubíček.          |
| Mgr. Milena Johnová                      | Praha sobě                             | Radní pro sociální politiku a zdravotnictví                                                                     |                                                                           |
| Ondřej Kallasch                          | Piráti                                 | |                                                                           |
| MUDr. Tomáš Kaštovský                    | ODS                                    | |                                                                           |
| Mgr. Jiří Knitl                          | Praha sobě                             | Předseda Výboru pro národnostní menšiny                                                                         |                                                                           |
| Ing. Jana Komrsková                      | Piráti                                 | | V říjnu 2019 nahradila v zastupitelstvu Pavla Hájka.                      |
| JUDr. Hana Kordová Marvanová             | TOP 09 a STAN - Spojené síly pro Prahu | Radní pro legislativu, veřejnou správu a podporu bydlení                                                        |                                                                           |
| Ing. Ladislav Kos                        | Piráti                                 | | V dubnu 2019 nahradil v zastupitelstvu Daniela Mazura.                    |
| Mgr. Jiří Koubek, DiS.                   | TOP 09 a STAN - Spojené síly pro Prahu | Předseda Výboru pro bezpečnost                                                                                  |                                                                           |
| Bc. Michaela Krausová                    | Piráti                                 | |                                                                           |
| Ing. Jiří Kubíček                        | ODS                                    | | V lednu 2021 v zastupitelstvu nahradil Jaroslavu Janderovou.              |
| Mgr. Petr Kubíček                        | TOP 09 a STAN - Spojené síly pro Prahu | Předseda Výboru pro sport a volný čas                                                                           |                                                                           |
| Ing. Radek Lacko                         | ANO 2011                               | |                                                                           |
| Viktor Mahrik                            | Piráti                                 | Předseda zastupitelského klubu Piráti; předseda Výboru pro správu majetku, majetkové podíly a podporu podnikání |                                                                           |
| Ing. Ondřej Martan                       | ODS                                    | |                                                                           |
| Milan Maruštík                           | ANO 2011                               | |                                                                           |
| MgA. Kamila Matějková                    | Praha sobě                             | | Rezignovala v únoru 2019. V zastupitelstvu ji nahradil Jakob Hurrle.      |
| RNDr. Daniel Mazur, Ph.D.                | Piráti                                 | | Rezignoval v dubnu 2019. V zastupitelstvu ho nahradil Ladislav Kos.       |
| Tomáš Murňák                             | Piráti                                 | Předseda Výboru pro legislativu, veřejnou správu a transparentnost                                              |                                                                           |
| Ing. Patrik Nacher                       | ANO 2011                               | Předseda zastupitelského klubu ANO 2011                                                                         |                                                                           |
| Stanislav Nekolný, MBA                   | ANO 2011                               | | V červnu 2019 nahradil v zastupitelstvu Petra Stuchlíka.                  |
| Radomír Nepil                            | ANO 2011                               | |                                                                           |
| JUDr. Petr Novotný                       | ANO 2011                               | |                                                                           |
| Ing. Ivan Pilný                          | ANO 2011                               | |                                                                           |
| RNDr. Jana Plamínková                    | TOP 09 a STAN - Spojené síly pro Prahu | Předsedkyně Výboru pro infrastrukturu, technickou vybavenost a životní prostředí                                |                                                                           |
| RNDr. Marcela Plesníková                 | ANO 2011                               | |                                                                           |
| Mgr. Tomáš Portlík                       | ODS                                    | |                                                                           |
| JUDr. Jiří Pospíšil                      | TOP 09 a STAN - Spojené síly pro Prahu | Předseda zastupitelského klubu TOP 09 a STAN - Spojené síly pro Prahu; předseda Výboru pro evropské záležitosti |                                                                           |
| Ing. Ondřej Prokop                       | ANO 2011                               | |                                                                           |
| Ing. Pavel Richter                       | TOP 09 a STAN - Spojené síly pro Prahu | Předseda Výboru pro dopravu                                                                                     |                                                                           |
| Ing. Miloš Růžička                       | TOP 09 a STAN - Spojené síly pro Prahu | Předseda Výboru pro zdravotnictví                                                                               |                                                                           |
| Ing. Martin Sedeke                       | ODS                                    | |                                                                           |
| Ing. Adam Scheinherr, MSc., Ph.D.        | Praha sobě                             | Náměstek primátora pro dopravu                                                                                  |                                                                           |
| Mgr. Jakub Stárek                        | ODS                                    | |                                                                           |
| Ing. Petr Stuchlík                       | ANO 2011                               | | Rezignoval v červnu 2019. V zastupitelstvu ho nahradil Stanislav Nekolný. |
| PhDr. Pavel Světlík                      | Praha sobě                             | | V listopadu 2018 v zastupitelstvu nahradil Moniku Weinerovou.             |
| doc. MUDr. Bohuslav Svoboda, CSc.        | ODS                                    | |                                                                           |
| PhDr. Mgr. Vít Šimral, Ph.D. et Ph.D.    | Piráti                                 | Radní pro školství, sport, vědu a podporu podnikání                                                             |                                                                           |
| Bc. Tomáš Štampach                       | ODS                                    | |                                                                           |
| MgA. Hana Třeštíková                     | Praha sobě                             | Radní pro kulturu, památkovou péči, výstavnictví a cestovní ruch                                                |                                                                           |
| Ing. Alexandra Udženija                  | ODS                                    | Předsedkyně zastupitelského klubu ODS                                                                           |                                                                           |
| Mgr. Tibor Vansa                         | Piráti                                 | | Rezignoval v dubnu 2019. V zastupitelstvu ho nahradil Martin Arden.       |
| Ing. David Vodrážka                      | ODS                                    | |                                                                           |
| Mgr. Radek Vondra                        | TOP 09 a STAN - Spojené síly pro Prahu | Předseda Finančního výboru                                                                                      |                                                                           |
| Pavel Vyhnánek, M.A.                     | Praha sobě                             | Náměstek primátora pro finance a rozpočet                                                                       |                                                                           |
| Ing. Monika Weinerová                    | Praha sobě                             | | Rezignovala v říjnu 2018. V zastupitelstvu ji nahradil Pavel Světlík.     |
| Jan Wolf                                 | TOP 09 a STAN - Spojené síly pro Prahu | Předseda Výboru pro kulturu, výstavnictví, cestovní ruch a zahraniční vztahy                                    |                                                                           |
| Mgr. Adam Zábranský                      | Piráti                                 | Radní pro bydlení a transparentnost                                                                             |                                                                           |
| Jiří Zajac                               | ODS                                    | |                                                                           |
| Mgr. Zdeněk Zajíček                      | ODS                                    | |                                                                           |
| Pavel Zelenka                            | Praha sobě                             | |                                                                           |
| Petr Zeman                               | Praha sobě                             | Předseda Výboru pro územní rozvoj, územní plán a památkovou péči                                                |                                                                           |